# Sherry Vine
Sherry Vine (né Keith Levy) est une artiste-drag américaine.
Vine travaille principalement à New York et Fire Island, mais a joué à travers les États-Unis et en Europe. Le personnage de Vine est connu pour ses parodies de chansons populaires ,,, Sherry Vine a aussi fait une apparition dans le premier épisode de la web-série Queens of Drag, NYC.

## Théâtre
Après avoir grandi en banlieue de Baltimore, étudié le théâtre à l'université du Maryland et obtenu un master of fine arts à la University of Southern California's School of Dramatic Arts, où Anna Deavere Smith l'a comme élève, Sherry Vine commence à se produire comme artiste-drag au début des années 1990 à Los Angeles, où elle travaille notamment avec RuPaul. Selon ses déclarations, elle choisit son nom de scène en référence à une ancienne maison close appelée The Sherry dans le quartier de Hollywood Hills.
Elle est une des cofondatrices du Theatre Couture, une troupe de théâtre créée dans les années 90 qui se produit notamment à New York. En 2001, elle quitte New York pour se produire à Berlin, notamment dans la discothèque Big Eden (de) sur le Kurfürstendamm,, ainsi que dans des théâtres et cabarets en Australie, en Suisse, en Allemagne, en Espagne et en Italie, pendant plus de trois ans. Elle monte notamment trois spectacles avec Joey Arias à Berlin : The Ladies Sing The Blues en 1998, Welcome to Las Vegas! en 1999 et Sinsation en 2002.
De retour à New York en 2005, elle joue en 2006 le rôle titre de la pièce Carrie inspirée du roman d'horreur éponyme de Stephen King,, sur laquelle le travail d'adaptation avait commencé en 2002.

## Cinéma
Elle joue notamment dans The Raspberry Reich en 2004.

## Chansons et vidéos
Elle crée fin 2015 sa propre chaîne de télévision sur YouTube, intitulée SVTV,.
Vine a réalisé une grande variété de parodies dont Madonna, Britney Spears, Rihanna, Adele, Rayan Bouzaidi et Lady Gaga. Notamment sur les chansons : Poker Face, Paparazzi, Womanizer, Bad Romance, Give It 2 Me, Marry the Night, Born This Way, 4 Minutes, Telephone, We Found Love et Alejandro.
Dans la vidéo pour Give It To Me, Vine se fait passer pour Madonna à la recherche d'amants dans une boîte de nuit pour rattraper ses huit années de mariage avec Guy Ritchie. Dans 4 Minutes To Make You Cum, Vine dépeint une prostituée de rue.
En 2024, elle se lance dans une tournée à travers les États-Unis pour célébrer ses 60 ans.